# Jonas Rutsch
Jonas Rutsch (Erbach, 24 januari 1998) is een Duits wielrenner.

## Carrière
Van 2017 tot 2019 reed Rutsch voor de Duitse ploeg Team Lotto-Kern Haus. In 2019 won hij Gent-Wevelgem/Kattekoers-Ieper. Vanaf 2020 rijdt hij voor EF Education First Pro Cycling.
Na vijf jaar in Amerikaanse dienst maakte Rutsch in 2025 de overstap naar Intermarché-Wanty. Zijn debuut voor de ploeg maakte hij in februari in de Figueira Champions Classic, waar hij op de zeventigste plek eindigde. In Parijs-Roubaix maakte hij deel uit van de vroege vlucht. Nadat de groep werd bijgehaald door de favorieten finishte Rutsch nog als zesde.

## Palmares
2017
 Duits kampioen ploegenachtervolging
2018
Rond om Düren
2019
Gent-Wevelgem/Kattekoers-Ieper

## Resultaten in voornaamste wedstrijden
| Jaar | Ronde van Italië | Ronde van Frankrijk | Ronde van Spanje |
| ---- | ---------------- | ------------------- | ---------------- |
| 2020 |                  |                     |                  |
| 2021 |                  | 55e                 |                  |
| 2022 |                  | 94e                 |                  |
| 2023 |                  |                     |                  |
| 2024 |                  |                     |                  |
| 2025 |                  | 128e                |                  |

| Jaar | Milaan-San Remo | Gent-Wevelgem | Ronde van Vlaanderen | Parijs-Roubaix |  | WK op de weg |
| ---- | --------------- | ------------- | -------------------- | -------------- |  | ------------ |
| 2020 |                 | opgave        | 91e                  |                |  |              |
| 2021 |                 | 56e           | opgave               | 11e            |  |              |
| 2022 | 87e             | 90e           | 89e                  | 74e            |  |              |
| 2023 | 126e            | 30e           | 29e                  | 33e            |  | 41e          |
| 2024 | 92e             | opgave        | 35e                  | opgave         |  |              |
| 2025 | 38e             | 88e           | 33e                  | 6e             |  |              |

## Ploegen
- 2017 –  Team Lotto-Kern Haus
- 2018 –  Team Lotto-Kern Haus
- 2019 –  Team Lotto-Kern Haus
- 2020 –  EF Education First Pro Cycling
- 2021 –  EF Education-Nippo
- 2022 –  EF Education-EasyPost
- 2023 –  EF Education-EasyPost
- 2024 –  EF Education-EasyPost
- 2025 –  Intermarché-Wanty

Bennett · Bettiol · Caicedo · Carthy · Clarke · Cort · Craddock · Docker · Guerreiro · Halvorsen · Higuita · Hofland · Howes · Kangert · Keukeleire · Langeveld · Martínez · Morton · Owen · Powless · Rutsch · Scully · Urán · Van den Berg · Van Garderen · Vanmarcke · Villalobos (tot 1 augustus) · Whelan · Woods · Bissegger (stagiair)
Arroyave Cañas · Barta · Beppu · Van den Berg · Bettiol · Bissegger · Caicedo · Camargo · Carr · Carthy · Cort · Craddock · Docker · El Fares · Van Garderen tot en met 21 juni · Guerreiro · Higuita · Hofland · Howes · Keukeleire · Langeveld · Morton · Nakane · Owen · Powless · Rutsch · Scully · Urán · Valgren · Whelan
Arroyave Cañas · Bettiol · Bissegger   · Caicedo · Camargo · Carr · Carthy · Cepeda (vanaf 1/8) · Chaves · Cort · Doull · Eiking · Guerreiro · Healy · Howes (tot 31/7) · Keukeleire · Kudus · Langeveld · Morton (tot 31/7) · Nakane · Padun · Piccolo (vanaf 1/8) · Powless · Quinn · Rutsch · Scully · Shaw · Steinhauser · Urán · Valgren · J. van den Berg · M. van den Berg · Wiśniowski
Amador · Bettiol · Bissegger   · Caicedo · Camargo · Carapaz · Carr · Carthy · Cepeda · Chaves · Cort · de Bod · Doull · Eiking · Healy · Honoré · Keukeleire · Kudus · Padun · Piccolo · Powless · Quinn · Rutsch · Scully · Shaw · Steinhauser · Urán · J. van den Berg · M. van den Berg · Wiśniowski · van der Lee (stagiair)
Amador · Beloki · Bettiol(tot 14/8) · Bissegger · Carapaz · Carr · Carthy · Cepeda · Chaves · Costa · de Bod · Doull · Healy · Honoré · Nerurkar · Piccolo(tot 21/6) · Powless · Quinn · Rafferty · Rootkin-Gray · Rutsch · Ryan · Shaw · Steinhauser · Sweeny · Todome · Urán · Valgren · van den Berg · van der Lee · Hlady (stagiair) · Lovidius (stagiair)